# The Silver Tree
The Silver Tree (в переводе с англ. — «Серебряное дерево») — второй сольный альбом австралийской певицы Лизы Джеррард и первый её диск, вышедший после окончания многолетнего контракта с лейблом 4AD. Издан 20 ноября 2006 года австралийским подразделением EMI Rubber Records, тогда же альбом стал доступен для скачивания на iTunes и начал продаваться через официальный сайт певицы. В 2007 году был перевыпущен по лицензии в ряде стран, некоторые переиздания содержат бонус-треки. Ограниченное французское издание содержит DVD с сокращённой версией документального фильма о Лизе «Sanctuary». В Германии лейбл Subway также выпустил альбом на двойном виниле. На песню «Come Tenderness» британский режиссёр Клив Коллиер снял видеоклип.

## Список композиций
1. «In Exile» — 6:04
2. «Shadow Hunter» — 2:04
3. «Come Tenderness» — 3:29
4. «The Sea Whisperer» — 4:26
5. «Mirror Medusa» — 4:50
6. «Space Weaver» — 7:21 (Lisa Gerrard & Michael Edwards)
7. «Abwoon» — 3:57
8. «Serenity» — 3:30
9. «Towards the Tower» — 10:22
10. «Wandering Star» — 2:33
11. «Sword of the Samurai» — 1:35
12. «Devotion» — 8:02
13. «The Valley of the Moon» — 3:25

Релиз 2006 года: Storm Creation (Великобритания)
1. «Sleep» — 6:01 (скрытый трек)

Релиз 2007 года: High Ware Music (США)
1. «Entry» — 2:46 (скрытый трек)

Релиз 2007 года: Naïve (Франция)

## Синглы
Come Tenderness (только в электронном виде)

## Над альбомом работали
Аранжировки (оркестровки) — Patrick Cassidy (дорожки: 1, 9)

Оформление — Clive Collier 

Мастеринг — Don Tyler 

Исполнитель, композитор, продюсер, звукоинженер — Lisa Gerrard 

Продюсеры, звукоинженеры — David Badrick (дорожки: 1 — 3, 5 — 7, 9 — 13a) , Michael Edwards (дорожки: 4, 8)

Примечания: (P) & © Cloverleigh Downs PTY Ltd.